# Raise the Red Flag
«Raise the Red Flag» es una canción de la banda estadounidense Marilyn Manson siendo como el segundo sencillo de su próximo duodécimo álbum de estudio One Assassination Under God - Chapter 1. Fue lanzado el 16 de agosto de 2024 a través de Nuclear Blast y fue el segundo sencillo de la banda en dos semanas, después de "As Sick As the Secrets Within". Nuclear Blast lanzó una edición limitada en CD maxisencillo, que se limitó a 3000 copias en todo el mundo e incluía "As Sick as the Secrets Within" y otra canción nueva titulada "Front Toward Enemy". La última canción era exclusiva del CD y no aparece en las ediciones digitales del sencillo.
El video musical de la canción fue dirigido por Bill Yukich, quien también dirigió el video de "As Sick as the Secrets Within". Es un video basado en una presentación que presenta apariciones de la formación actual de la banda, que consta de Tyler Bates, Gil Sharone, Piggy D. y Reba Meyers. Esta última recibió críticas en las redes sociales por unirse a la banda, aunque recibió el apoyo de otros músicos de metal y otros miembros de la banda de Manson. La canción fue un éxito comercial tras su lanzamiento, debutando dentro de la lista de los diez primeros de numerosas listas de Billboard y alcanzando un pico de su carrera en la lista de ventas de sencillos del Reino Unido.

## Composición y estilo
Revolver dijo que la canción "se inclina hacia un estilo más industrializado, listo para la pista de baile, con voces distorsionadas y un ritmo agitado en todo momento". Tanto Blabbermouth.net como AntiMusic la llamaron "himno", mientras que Metal Injection dijo que "ciertamente tiene más fuerza" que "As Sick As the Secrets Within". El estribillo de la canción consiste en la letra: "Es hora de golpear a los matones/Y lavar la diana de mi espalda/Mi bandera roja es tu bandera blanca empapada en sangre".

## Lista de canciones
- Descarga digital

1. "Raise the Red Flag" – 4:49
2. "As Sick As the Secrets Within" – 5:35

- Sencillo CD

1. "Raise the Red Flag" – 4:49
2. "As Sick as the Secrets Within" – 5:35
3. "Front Toward Enemy" – 4:26

## Posicionamiento en lista
| Lista (2024)                                  | Mejor posición |
| --------------------------------------------- | -------------- |
| Reino Unido (UK Download Chart)               | 55             |
| UK Singles Sales (OCC)                        | 35             |
| UK Physical Singles (OCC)                     | 9              |
| US Alternative Digital Song Sales (Billboard) | 8              |
| US Hard Rock Digital Song Sales (Billboard)   | 2              |
| US Hot Hard Rock Songs (Billboard)            | 8              |
| US Rock Digital Song Sales (Billboard)        | 10             |